# Jindřich z Hradce (johanita)
Jindřich z Hradce (1365–1421) byl příslušníkem jihočeského rodu erbu zlaté pětilisté růže a jedním z nejvýznamnějších představitelů českého převorství johanitů. V letech 1402–1420 zastával úřad generálního převora.

## Životopis
Jindřich z Hradce zahájil svou kariéru řádového rytíře v úřadu komtura v slezském Zawadnu (Zawadno/Lichtnow v Opolském vojvodství), kde je doložen v roce 1392. V letech 1399-1400 pokračoval v úřadu komtura ve Strakonicích. Od roku 1397 se jmenování českého převora mělo odehrávat u papežské kurie. Král Václav IV. se snažil prosadit manětínského komtura Bohuše Bílého z Bystřice. V průběhu dubna 1401 byl v Římě do úřadu převora české provincie potvrzen místodržícím velmistra Bartolomějem Carrafou z Neapole a následně i papežem Bonifácem IX. Jindřich z Hradce. Bouřlivý spor o úřad převora trval až do roku 1403.
V roce 1402 nový generální převor Jindřich z Hradce zakoupil pro řád světskou polovinu strakonického hradu a město Strakonice (polovinu hradu řád získal v 1. polovině 13. století fundací rodu Bavorů), čímž scelil panství do rukou johanitů. Strakonické panství se stalo během husitských válek baštou katolické strany. Po první vlně plenění husitů v Praze bylo celé řádové ústředí české provincie včetně konventu s archivem a insigniemi odstěhováno na strakonický hrad. Jindřich z Hradce se poté s houfem svých rytířů a zbrojného lidu zúčastnil bitvy u Sudoměře, kde byl raněn a na počátku roku 1421 na následky zranění zemřel.

## Popis erbu
První varianta erbu Jindřicha z Hradce je doložená na pečetích z let 1402-1419: čtvrcený štít, v 1. červeném poli stříbrný heroldský kříž, ve 2. modrém poli zlatá pětilistá růže s červeným semeníkem, ve 3. modrém zlatá kotva, 4. pole červené se zlatou oddělenou hlavou. Druhá varianta erbu se objevuje na pečetích z let 1407-1412: červený štít se zlatou oddělenou hlavou, ve spodním poli stříbrný kotvový kříž. Helm s modro-zlatými přikrývadly, v klenotu zlatá pětilistá růže s červeným semeníkem.